# Стадион Гасометро
Стадион Гасометро (шп. San Lorenzo de Almagro Stadium) је био фудбалски стадион у провинцији Буенос Ајрес, Аргентина. Био је дом фудбалског клуба Сан Лоренца до изградње новог стадиона Педро Бидегаин, после чега је срушен. Капацитет стадиона је био 75.000 гледалаца.
Стадион Сан Лоренцо де Алмагро је добио надимак Гасометро пошто је спољни изглед стадиона подсећао на резервоаре за складиштење који су били веома чести у то доба. Са капацитетом од 75.000 гледалаца био је највећи стадион у Аргентини све до изградње Стадиона Хуан Перон (Estadio Presidente Juan Domingo Perón) изграђеног 1950. године са капацитетом од 100.000 гледалаца, који је касније умањен деведесетих на 66.000.
Због финансијске кризе током седамдесетих година двадесетог века клуб је био приморан да прода 1979. године земљиште и стадион. Задња утакмица одиграна на стадиону је била 2. децембра 1979. године између Сан Лоренца и Боке јуниорса, одиграли су нерешено 0:0.